# Frei Carlos

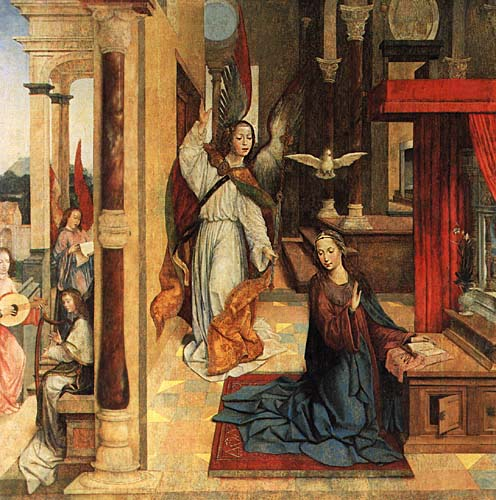
Frei Carlos: Verkündigung (Anunciação). Portugal, um 1520 (Museu Nacional de Arte Antiga, Lissabon)

Mit Frei Carlos (port. für Bruder Karl) wird ein aus Flandern stammender Maler benannt, der in der ersten Hälfte des 16. Jahrhunderts in Lissabon in Portugal tätig war. Frei Carlos gilt als ein bedeutender Vertreter der Malerei der Portugiesischen Renaissance. In dieser Periode zum Anfang des 16. Jahrhunderts erlebte Portugal unter König Manuel I. eine wirtschaftliche und kulturelle Blüte, die manchmal als das goldene manuelinische Zeitalter bezeichnet wird, mit der Manuelinik als eigenem Stil.

## Lebenslauf
Vom Lebenslauf des Frei Carlos ist wenig sicher bekannt. Er war wohl zuerst in Flandern als Maler tätig, bevor er nach Portugal emigrierte.  Dort trat er 1517 in das Kloster der Hieronymiten von Espinheiro ein, den Convento do Nossa Senhora do Espinheiro nahe bei Évora im Zentrum Portugals. Er nannte sich selbst dann wohl Frei Carlos de Lisboa flamengo (port. für Bruder Karl aus Lissabon, der Flame).

## Stil und Bedeutung
Frei Carlos gehört zur sogenannten luso-flämischen Malerschule. Unter dieser Gruppierung werden in der Kunstgeschichte die in Portugal arbeitenden flämischen Maler des 15. und 16. Jahrhunderts zusammengefasst, zu denen auch die durch die ästhetischen und technischen Neuerungen der flämischen Malerei ihrer Zeit inspirierten portugiesischen Maler wie der Meister von Lourinhã sowie Francisco Henriques und deren Nachfolger gezählt werden. Frei Carlos  gilt als der typische Vertreter dieses Malstils. Seine Gemälde werden zu den besten Beispielen der Malerei dieser Zeit der Frührenaissance in Portugal gezählt, wie er brachten die flämischen Maler den Stil der Italienischen Renaissance zum ersten Mal über Flandern nach Portugal, von ihnen übernahm bis um 1530 die portugiesische Malerei naturnahen Realismus und Raumperspektive.

## Werke (Auswahl)
Als das erste Werk des Frei Carlos gilt das Bild der Mystischen Vermählung der Heiligen Katharina, das er noch in Flander gemalt haben soll. Es ist stark von der Malerei im Brügge zum Ende des 15. Jahrhunderts beeinflusst, wie zum Beispiel durch die Malerei des Hans Memling. Neben eigenen Werken soll Frei Carlos in seiner Zeit im Kloster von Espinheiro bei Évora dann auch Werke in Zusammenarbeit mit anderen luso-flämischen Malern geschaffen haben. So soll er mit dem Meister von Lourinhã an einem Triptych gearbeitet haben, das die drei Söhne des regierenden Königs Manuel darstellt oder mit einem anderen Maler an einem Bild der Beweinung Christ.
Als Werke des Frei Carlos werden unter anderem die folgenden Bilder angeführt.
- Mystischen Vermählung der Heiligen Katharina. Vor 1517, National Gallery, London, Inventar Nummer NG5594
- Kreuzigung. Um 1520. Groeningemuseum, Bruegge, Inventar Nummer GRO 0.89.1.I
- Verkündigung. Um 1520. Museu Nacional de Arte Antiga, Lissabon
- Der Auferstandene Christus erscheint seiner Mutter. 1529. Museu Nacional de Arte Antiga, Lissabon
- Beweinung Christ. Um 1530. Museu Nacional de Arte Antiga, Lissabon
- Der Gute Hirte. Um 1530. Museu Nacional de Arte Antiga, Lissabon
- Marienleben. Um 1530. Museum Evora, Evora
- Sankt Vincent, Stadtpatron von Lissabon. Um 1530. The Metropolitan Museum of Art, New York, Inventar Nummer 58.145.2
- Triptychon der Infanten. Um 1530. Museu Nacional de Arte Antiga, Lissabon